# Krisztián Lisztes (Fußballspieler, 2005)
Krisztián Lisztes (* 6. Mai 2005 in Budapest) ist ein ungarischer Fußballspieler. Der Offensivakteur steht bei Eintracht Frankfurt unter Vertrag und ist U21-Nationalspieler. 

## Karriere
Lisztes ist der Sohn des gleichnamigen ehemaligen ungarischen Nationalspielers Krisztián Lisztes, der Ende der 1990er bis Anfang der 2000er Jahre in Deutschland für den VfB Stuttgart, Werder Bremen, Borussia Mönchengladbach und Hansa Rostock gespielt hatte.

### Verein
Lisztes wechselte 2015 in die Jugendabteilung des MTK Budapest FC in seiner Geburtsstadt. Im August 2017 schloss er sich dem ungarischen Rekordmeister Ferencváros Budapest an, bei dem er im Mai 2022 wenige Tage nach seinem 17. Geburtstag sein Profidebüt in der ersten Liga gab. Anschließend wurde er für rund 10 Monate an den Soroksár SC verliehen, für den der Ungar 18 Spiele in der zweiten ungarischen Liga absolvierte. Nach seiner Rückkehr kam Lisztes ab April 2023 in den letzten 9 Ligaspielen für Ferencváros stets zum Einsatz und trug mit 5 Treffern zur Meisterschaft bei. In der anschließenden Saison konnte er mit der Mannschaft erneut die ungarische Meisterschaft gewinnen, wobei er 20 Spiele bestritt und dabei mit acht Toren der zweitbeste Torschütze seiner Mannschaft hinter Stürmer Barnabás Varga wurde.
Zur Saison 2024/25 wechselte Lisztes zum deutschen Bundesligisten Eintracht Frankfurt. Er unterschrieb in der Mainmetropole Anfang August 2023 einen Fünfjahresvertrag.

### Nationalmannschaft
Lisztes kam ab September 2021 in insgesamt 12 Spielen der ungarische U17-Auswahl zum Einsatz und erzielte vier Tore. Im September 2022 debütierte er in der U19, im Juni 2023 in der U21-Nationalmannschaft.

## Erfolge
- Ungarischer Meister (2): 2023, 2024 (mit Ferencváros Budapest)